# Zschortau
Zschortau är en by i Sachsen, belägen cirka 15 kilometer norr om Leipzig och fem kilometer söder om Delitzsch. Idag är Zschortau, som ligger mycket nära Leipzigs flygplats, i praktiken en förort till Leipzig. Byn tillhör kommunen (Gemeinde) Rackwitz.